# Пљешовце
Пљешовце (слч. Pliešovce) насељено је мјесто са административним статусом сеоске општине (слч. obec) у округу Звољен, у Банскобистричком крају, Словачка Република.

## Становништво
| Година:    | 1994. | 2004.   | 2014.   | 2024.   |
| ---------- | ----- | ------- | ------- | ------- |
| Број људи: | 2259  | 2203    | 2279    | 2262    |
| Разлика:   |       | -2,47 % | +3,44 % | -0,74 % |

| Година:    | 2023. | 2024.   |
| ---------- | ----- | ------- |
| Број људи: | 2265  | 2262    |
| Разлика:   |       | -0,13 % |

Према подацима о броју становника из 2011. године насеље је имало 2.312 становника.